# Gunnar Iversen
Gunnar Iversen (født 1938 i Sønderborg) er en dansk forfatter og dramatiker.
Gunnar Iversen har siden 1969 været bosiddende i Thy. Han var i mange år freelancemedarbejder ved Danmarks Radio og ved Radio Midt og Vest.
Han er forfatter til en lang række egnsspil ofte med udgangspunkt i Danmarks fortid, nordisk mytologi og folkesagn. Iversen har endvidere et socialpsykologisk og religionshistorisk forfatterskab bag sig og er foredragsholder og forelæser ved Folkeuniversitetet.
Gunnar Iversen er gift med billedkunstneren Susanne Tvermoes.

## Hædersbevisninger
- Poeten Poul Sørensen og Hustrus Legat
- Anna og Arne Aabenhus' Legat
- Den Gyldne Spade, dramaturgernes egnsspilpris
- Europæisk Tv-pris i Prag